# Jeff Balek
Pour les articles homonymes, voir Balek.
 (septembre 2016).
Jeff Balek est un romancier et un scénariste transmédia français, né le 28 mars 1965 à Versailles.
Il est le créateur de l’univers transmedia Yumington, une hyperville dans laquelle se déroulent plusieurs histoires, à plusieurs époques différentes, et qui empruntent différents médias pour être racontées.

## Biographie
Après une formation en génie mécanique et robotique à l'IUT de Troyes, Jeff Balek exerce différents métiers aussi divers que chef de publicité en agences, directeur de clientèle, responsable marketing, chef d’entreprise dans le domaine de la presse, serveur, pompier, directeur d’une librairie.
À partir de 2011, il décide de se consacrer uniquement à l'écriture. Pour développer son univers Yumington, il utilise les différents modes de narrations numériques ou traditionnels.
Yumington a été lauréat du Pôle Média Grand Paris en juillet 2013 et a remporté le prix multi-écrans de la SACD en septembre 2014 avec le projet K-Paradox.
Ce même univers a fait l’objet d’études dans plusieurs ouvrages de référence dont Expressions et pratiques créatives numériques en réseaux de Brigitte Chapelain et Publier son livre à l’ère numérique de Elizabteh Sutton et Marie-Laure Cahier.
Jeff Balek a participé à des ateliers sur les pratiques créatives sur Internet avec le CNRS en juin 2014 et sur les métiers du livre numérique avec le Labo de la BNF en juin 2012 en tant qu'auteur transmedia. 
Actuellement, il est édité par les éditions Bragelonne.

## Œuvres

### Romans
- Le Rêve Omega, éditions Bragelonne 2016  (ISBN 979-1-02810-144-2)
- Waldgänger, éditions Bragelonne 2014  (ISBN 978-2-35294-756-1)
- Lisa
- Macadam Gonzo

### Twitter fiction collaborative
- All Sinners, 2012

### Nouvelles
- AD 2010, in Morts dans lames, éditions la Madolière 2012  (ISBN 978-2-917454-176)

### Webséries
- Yumington No Bodies . Prix du meilleur pilote au web Festival de Séoul. Nomination au web festival de Montréal 2016 et au web festival de Berlin 2016.
- K-Paradox. Lauréat du Pôle Média Grand Paris - juillet 2013. Prix SACD multi-écrans en septembre 2014.

### Musique
- Co-production de l’album Waldgänger avec le groupe Hopkins. (2014)